# 坂上春子
坂上 春子（さかのうえ の はるこ、? - 承和元年（834年））は、坂上田村麻呂の娘。桓武天皇の妃となり、葛井親王・春日内親王を生む。戒名は慈心大姉。
桓武天皇の崩御後、摂津国住吉郡平野庄（大阪市平野区）の領主で、兄弟である坂上広野を頼り平野庄に住む。坂上氏の尼寺の長寶寺（長宝寺）を開き、同寺は坂上氏累代の尼寺となる。長寶寺の寺伝や系譜によれば、明治になるまで平野の坂上氏は長寶寺に隣接して屋敷を構えていたとのことである。春子の墓は、杭全神社に隣接した平野宮町の長寶寺の墓所に坂上氏一族の墓と共にある。